# Jindřich Vaněk
Jindřich Vaněk (10. července 1869 Maribor – 15. března 1948 Praha) byl český zemědělec a podnikatel v oboru semenářství, majitel pěstebního a obchodního závodu na výrobu a prodej osiva. Jeho firma se stala jedním z největších podniků svého druhu v Rakousku-Uhersku a následně největší v samostatném Československu.

## Život

### Mládí
Narodil se v Mariboru ve Slovinsku, tehdejší součásti Rakouska-Uherska, do české rodiny, která se do Slovinska odstěhovala.

### Semenářství Jindřich Vaněk

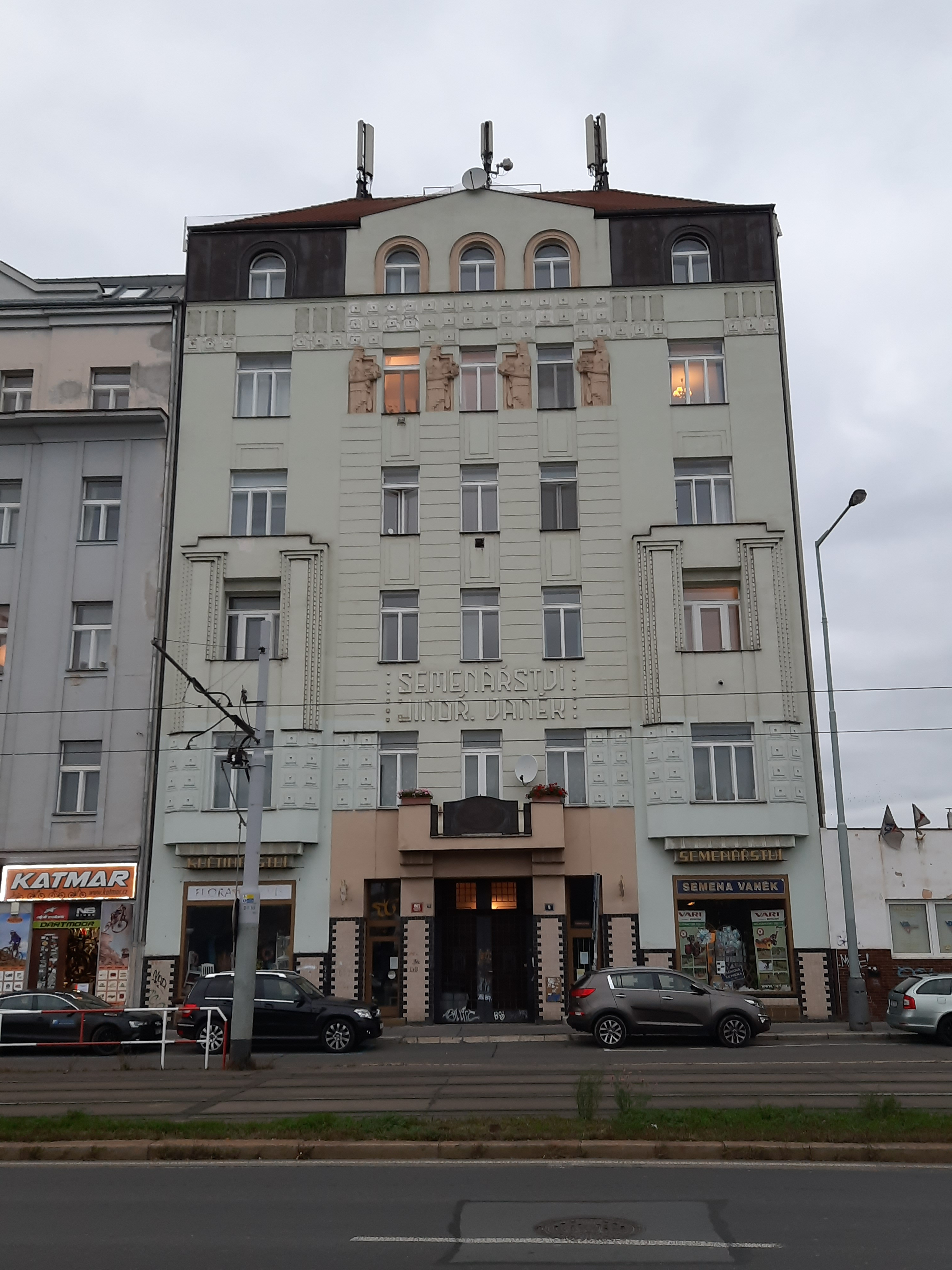
Dům Maribor firmy Semenářství Jindřich Vaněk na Bubenském nábřeží v Holešovicích z roku 1912

Roku 1899 založil Jindřich Vaněk v Praze firmu na prodej semenářského a zahradnického sortimentu v domě U Zlaté Husy na Václavském náměstí. Úspěch ve specializaci na specifický sortiment vedl k potřebě dalšího rozšiřování firemních prostor. Pro tyto účely Vaněk nechal v letech 1911 až 1912 na Bubenském nábřeží v pražských Holešovicích postavit několikapatrový Dům Maribor ve stylu pozdní secese a moderny, pojmenovaný po Vaňkově rodišti, který sloužil jako obytná stavba i sídlo přilehlého nově vzniklého závodu. Ten zabíral několik okolních parcel. Stavbu navrhl architekt Emil Králíček, stavební práce provedl pražský stavitel Matěj Blecha. Fasáda budovy nese štukový nápis SEMENÁŘSTVÍ JINDŘ. VANĚK. Na severní straně pozemku orientovaného do tehdejší Bezejmenné ulice byla vystavěna několikapatrová budova skladů se skladovací kapacitou 200 železničních vagónů materiálu.
V době největšího rozmachu Vaňkovy firmy pracovalo v holešovickém provozu na 50 zaměstnanců, dohromady měl podnik 120 pracovníků. Primárními odběrateli firmy byli venkovští zemědělci, k dostání byly také sazenice okrasných rostlin pro rekreační pěstování. Sortiment byl později dále rozšířen o zahradnické náčiní, zemědělské chemikálie (hnojiva, traviva) či drobné kovové předměty (např. kapesní nože). V letech 1906 až 1931 vydávala firma vlastní časopis s titulem Vaňkův zahradní rádce, publikovala katalogy a také zahrádkářskou literaturu.

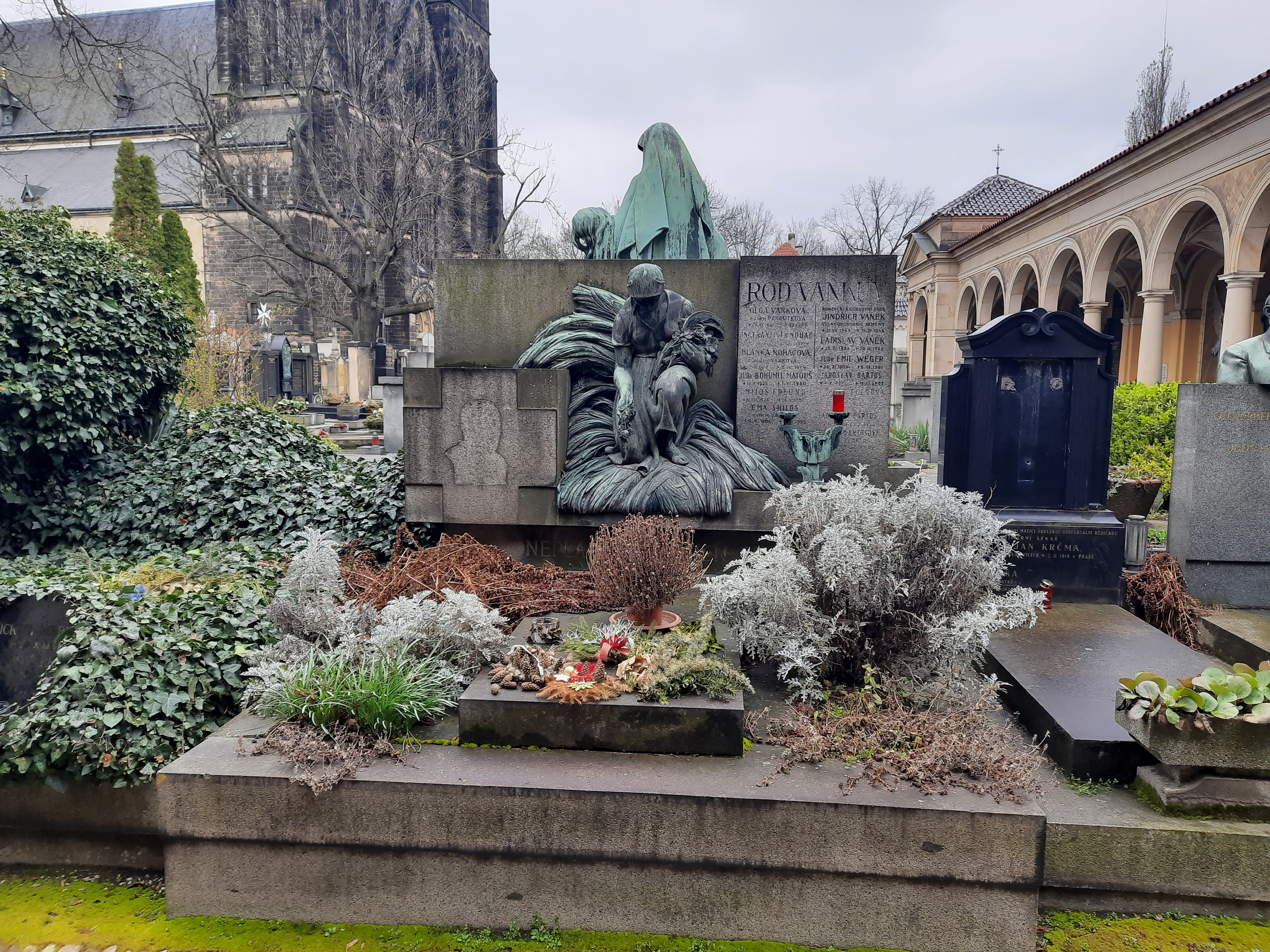
Hrobka rodiny Vaňkovy na Vyšehradském hřbitově

Vaněk po celou dobu působil v roli ředitele. Díky svým zásluhám byl jmenován komerčním a burzovním radou, figuroval jako člen Pražské plodinové burzy a Akademie zemědělských věd.

### Úmrtí
Po převzetí moci ve státě komunistickou stranou v Československu v únoru 1948 byla rodinná firma znárodněna a Vaňkovi přišli o většinu svého podnikatelského i soukromého majetku. Jindřich Vaněk situaci psychicky neunesl a 15. března se doma otrávil plynem. Zemřel ve věku 78 let a byl pohřben v rodinné hrobce na Vyšehradském hřbitově. Hrobka je ozdobena sochou truchlící rolnice s osivem v šátku.

### Rodinný život
Byl ženatý a měl potomky, kteří v odkazu rodinné firmy po Sametové revoluci roku 1989 navázali na někdejší semenářskou obchodní tradici.